# Evangelische Pfarrkirche Mitterbach am Erlaufsee

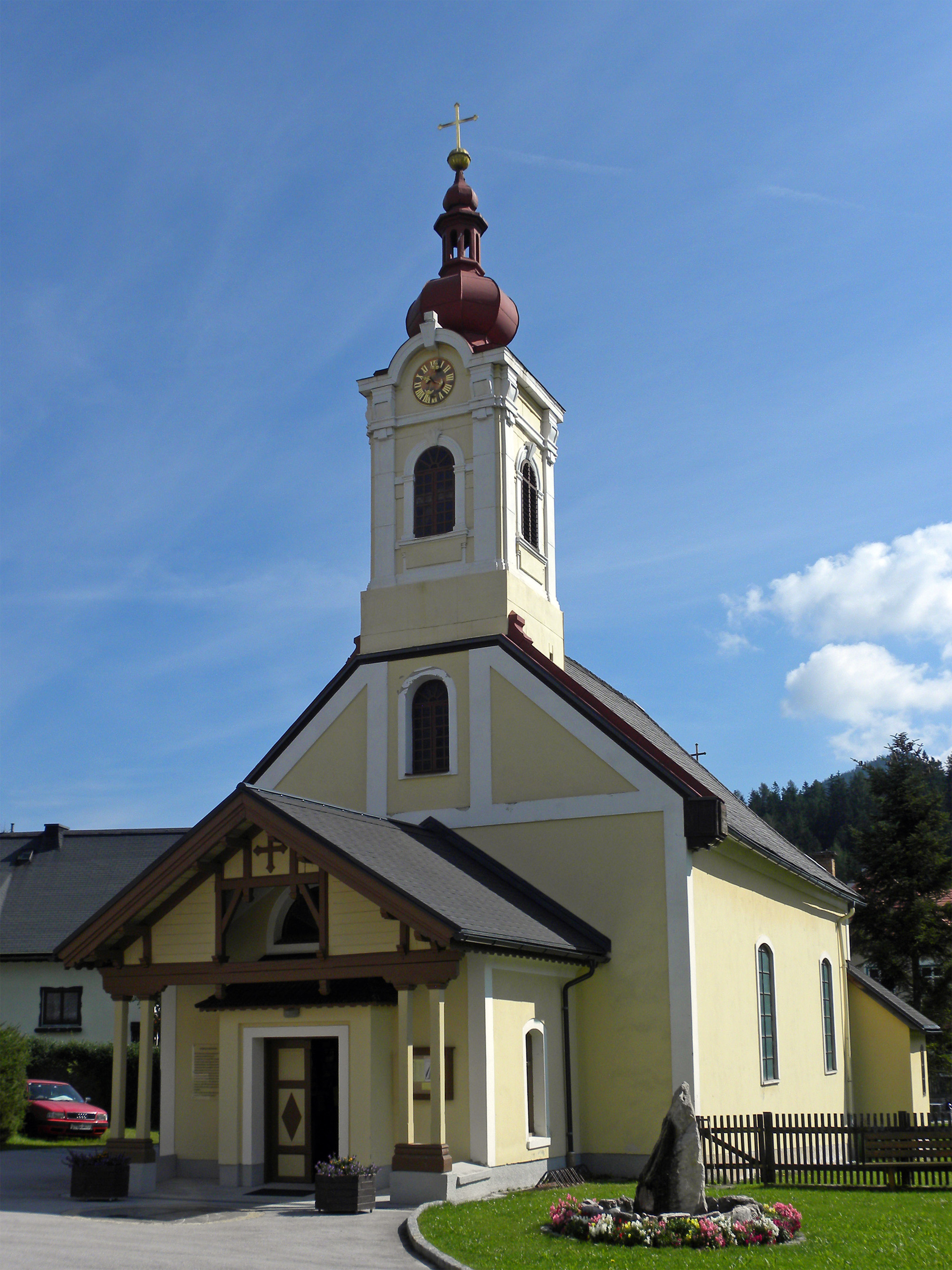
Evangelische Pfarrkirche in Mitterbach am Erlaufsee

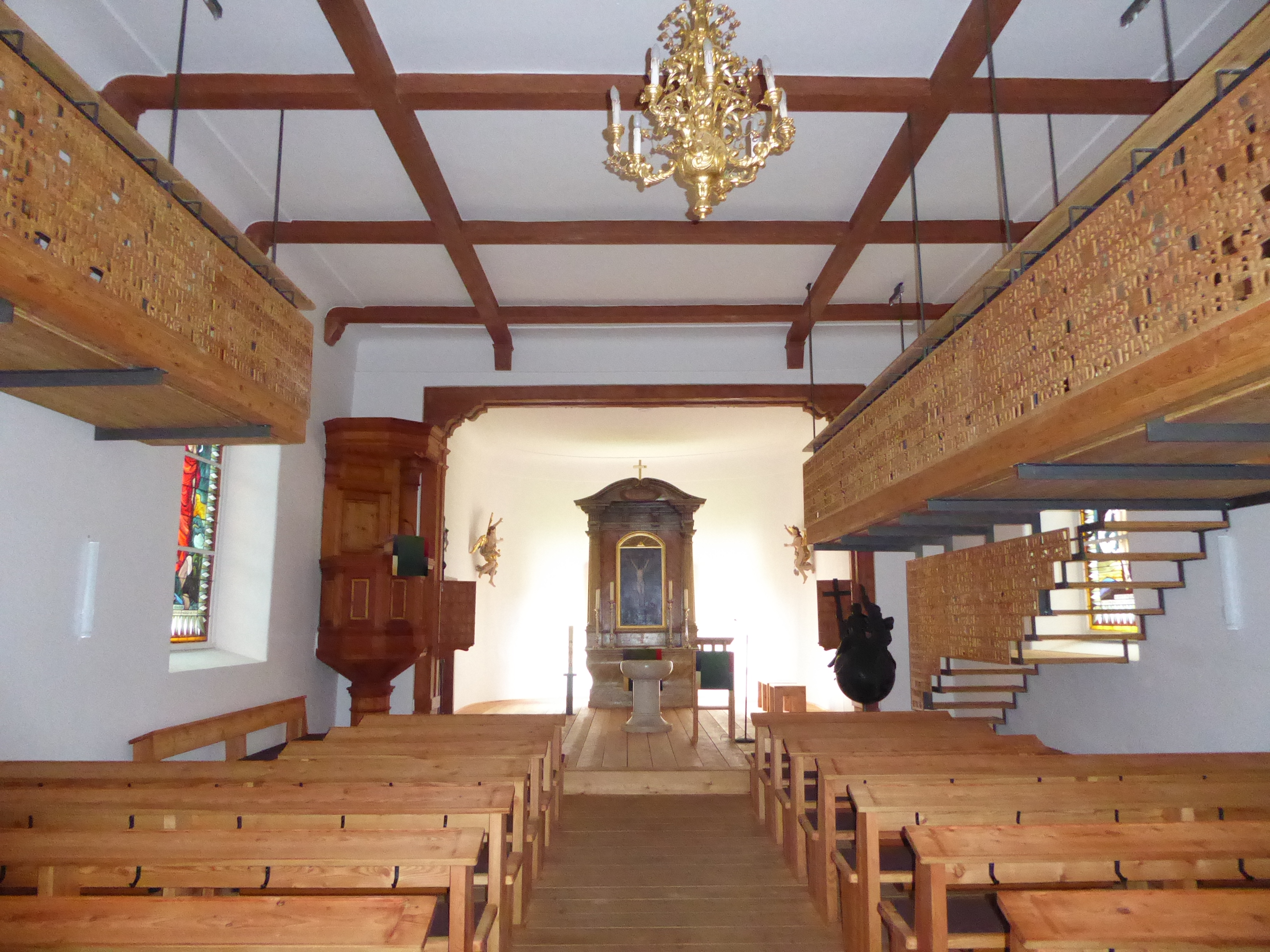
Blick vom Langhaus zum Chor

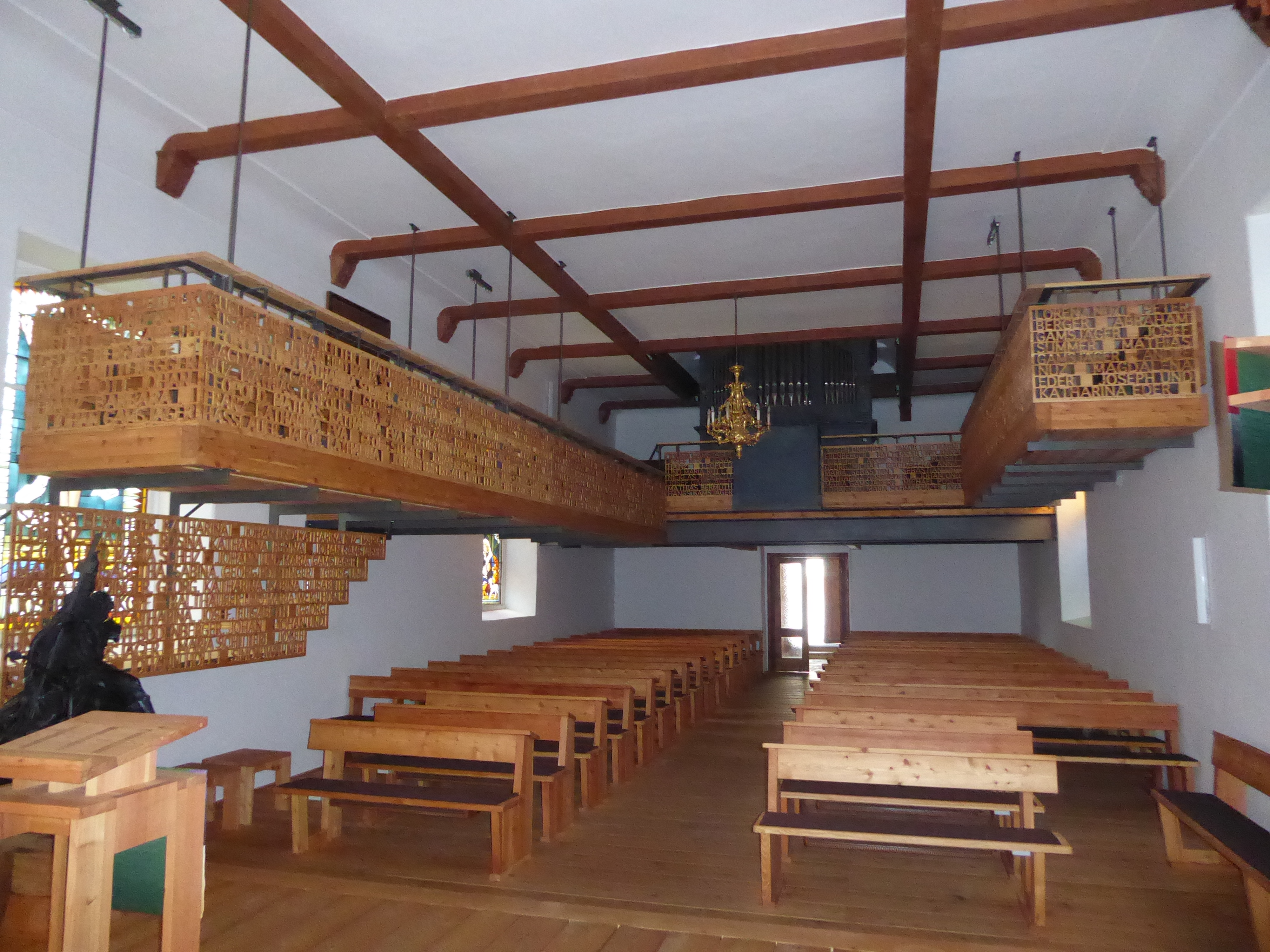
Blick zum Langhaus mit 2016 eingezogener Empore

Die evangelisch-lutherische Pfarrkirche Mitterbach am Erlaufsee steht am Kirchplatz in der Gemeinde Mitterbach am Erlaufsee im Bezirk Lilienfeld in Niederösterreich. Die Pfarrkirche gehört zur Superintendentur A. B. Niederösterreich. Die Kirche steht unter Denkmalschutz.

## Geschichte
Das Gebäude wurde 1785 als Toleranzbethaus errichtet. Mitte des 18. Jahrhunderts rief das Stift Lilienfeld Holzknechte an den Ötscher. Diese waren großteils Geheimprotestanten aus dem Dachsteingebiet. Nach Erlass des Toleranzpatentes wurde bis 1785 das Bethaus errichtet: Eine nach Osten ausgerichtete Saalkirche mit eingezogenem halbkreisförmigem geschlossenem Chor und spätbarock-frühklassizistischen Gliederungselementen. Der Altar ist eine Spende von 1821. 1849 wurde ein Turm aufgesetzt. 1854 wurde eine Orgel von Theodor Koblitz eingebaut, 1868 eine Turmuhr und ein marmorner Taufstein. Die Glocken stammen von 1924. Im Jahr 2016 erfolgten umfangreiche Restaurierungsarbeiten (mit dem Bauherrenpreis der Zentralvereinigung der Architekten Österreichs 2017 ausgezeichnet). Dabei wurden neue abgehängte Emporen eingezogen, in deren Brüstung die Namen der ersten bekennenden Gläubigen gemäß den „Annaberger Protokollen“ aus 1782 eingefräst sind.
Da Mitterbach mehrheitlich evangelisch war und das Verhältnis zur katholischen Kirche gespannt war, wurde 1800 ein evangelischer Friedhof und 1817 eine evangelische Schule errichtet. Letztere wurde mit dem Anschluss Österreichs 1938 aufgelöst.